# Lord (band)
Lord (soms gestileerd als LORD) is een Australische heavy metalband uit Wollongong. De band begon in 2003 als een solo-project voor 'Lord Tim' Grose van Dungeon en groeide uit tot een complete band toen Dungeon in 2005 uit elkaar ging. LORD is verschenen met grote acts zoals Queensrÿche, Nightwish, Nevermore, Saxon en Gamma Ray. De naam van de band is meestal gestileerd in hoofdletters.

## Bezetting
Huidige bezetting
- Lord Tim (leadzang, gitaar, keyboards)
- Andy Dowling (basgitaar, zang)
- Mark Furtner (gitaar, zang)

Voormalige leden
- Mav Stevens (gitaar, zang, 2005–2006)
- Shane Linfoot (alleen live) (gitaar, 2007)
- Tim Yatras (drums, zang, 2005–2009, 2019)
- Damian Costas (drums, 2009-2014)
- Matthew Bell (alleen live) (gitaar, 2010)
- Simon Batley (alleen live) (drums, 2013- 2014)
- Darryl Murphy (alleen live) (drums, 2016- 2018)

## Geschiedenis
Tussen 1988 en 2000 had Dungeon-zanger/gitarist en oprichtend lid 'Lord Tim' Grose een aantal composities verzameld waarvan hij dacht dat ze ofwel te persoonlijk waren om aan de band voor te leggen, ofwel ongepast voor hun stijl. In 2003 verzamelde hij deze songs op het album A Personal Journey, dat werd uitgegeven onder de naam LORD. Eind 2005 kwam er een einde aan Dungeon en LORD werd een band met Grose en drummer Tim Yatras (ook van Dungeon), samen met gitarist Mav Stevens en bassist Andy Dowling van de metalband Sedition uit Brisbane. Yatras was ook lid van verschillende black metalbands, waaronder Nazxul, Austere en Battalion. A Personal Journey werd opnieuw gemasterd en vrijgegeven om de gelegenheid te vieren.
LORD gaf hun eerste liveshow op 31 maart 2006. De band lanceerde binnen enkele maanden een nationale tournee en voor het einde van het jaar hadden ze geopend voor Queensrÿche, Nevermore, Gamma Ray, Leaves Eyes, Atrocity en Skinless en ze verschenen bij de laatste Metal for the Brain festival. Op 23 december 2006 werd aangekondigd dat gitarist Stevens de band om persoonlijke redenen zou verlaten en naar het Verenigd Koninkrijk zou verhuizen. Shane Linfoot van de band Transcending Mortality uit Sydney trad begin 2007 in als live-gitarist, maar vanwege de hectische schema's van beide bands vertrok Linfoot om te worden vervangen door FromBeyond-gitarist Mark Furtner, oorspronkelijk in een tijdelijke hoedanigheid, maar zijn toevoeging werd permanent gemaakt in december 2007. Het werk van Furtner was al verschenen op het album Ascendence van augustus 2007. Chris Brooks droeg ook gastgitaren bij via de solo's in Rain en Through the Fire.
In mei 2008 toerde de band met Saxon langs de oostkust van Australië. Hierna begon Lord aan een derde album te werken. De ep Hear No Evil verscheen eind 2008 met twee nieuwe nummers, live tracks en een cover van Kylie Minogue's On a Night Like This. Het album Set in Stone werd uitgebracht in september 2009 en bevatte gastbijdragen van Craig Goldy van Dio, Glen Drover van Eidolon, Pete Lesperance van Harem Scarem, Felipe Andreoli van Angra, Chris Porcianko van Vanishing Point, Justin Sayers van Platinum Brunette, Chris Brooks en Stu Marshall van Paindivision. Lord voltooide in 2009 grootschalige tournees door Australië, Nieuw-Zeeland en Japan. In juni 2009 verliet Tim Yatras de band en werd vervangen door Damian Costas van de band Vanquish uit Sydney. In januari 2010 kondigde Lord Tim aan dat een medische aandoening zijn gitaarspel ernstig had beperkt en hem werd aangeraden om ten minste zes maanden geen gitaar te spelen. Tijdelijke gitarist Matthew Bell vulde in tijdens zijn herstel.
In september 2010 bracht LORD de ep Return of the Tyrant uit met een georkestreerd titelnummer van tien minuten en zes unplugged versies van Dungeon en LORD-liedjes, met een speelduur van bijna een uur. Dit werd gevolgd door hun vierde studioalbum Digital Lies in 2013. Fallen Idols, het vijfde volledige album van de band en hun eerste in zes jaar, werd in augustus 2019 in Australië uitgebracht door het eigen label Dominus. Drummer Tim Yatras keerde terug als sessielid voor dit album. De eerste single en muziekvideo van het album United (Welcome Back) werd uitgebracht in februari 2019. Fallen Idols haalde de Australian Artist Album Charts op #20. Na het succes van Fallen Idols startte bassist Andy Dowling de 10-delige podcastserie Nod to the Old School, alles over de old school generatie mixtape en metalcompilaties. Gasten die aan de podcast hadden deelgenomen, waren onder andere Andy LaRocque (King Diamond), David Ellefson (Megadeth), Johnny Dee (Doro) en Lord Tim.

## Discografie

### Studioalbums
- 2003: A Personal Journey
- 2007: Ascendence
- 2009: Set in Stone
- 2013: Digital Lies
- 2019: Fallen Idols

### Ep's
- 2008: Hear No Evil (beperkte persing - 500 kopieën)
- 2010: Return of the Tyrant  (beperkte persing - 500 kopieën)

### Andere publicaties
- 2009: Live at The Metro
- 2013: Digital Lies 12" Extended Mix (beperkte persing - 250 kopieën)
- 2014: The Dungeon Era Box Set (beperkte persing - 500 kopieën)
- 2015: What Tomorrow Brings (beperkte persing - 500 kopieën)
- 2016: A Personal Journey: Revisited
- 2018: Live at Prog Power USA XVII